# Canchy (Calvados)
 Canchy ist eine französische Gemeinde mit 202 Einwohnern (Stand 1. Januar 2022) im Département Calvados in der Region Normandie; sie gehört zum Arrondissement Bayeux und zum Kanton Trévières.

## Bevölkerungsentwicklung
| Jahr      | 1962 | 1968 | 1975 | 1982 | 1990 | 1999 | 2009 | 2016 |
| Einwohner | 253  | 243  | 196  | 172  | 175  | 185  | 212  | 204  |

## Sehenswürdigkeiten

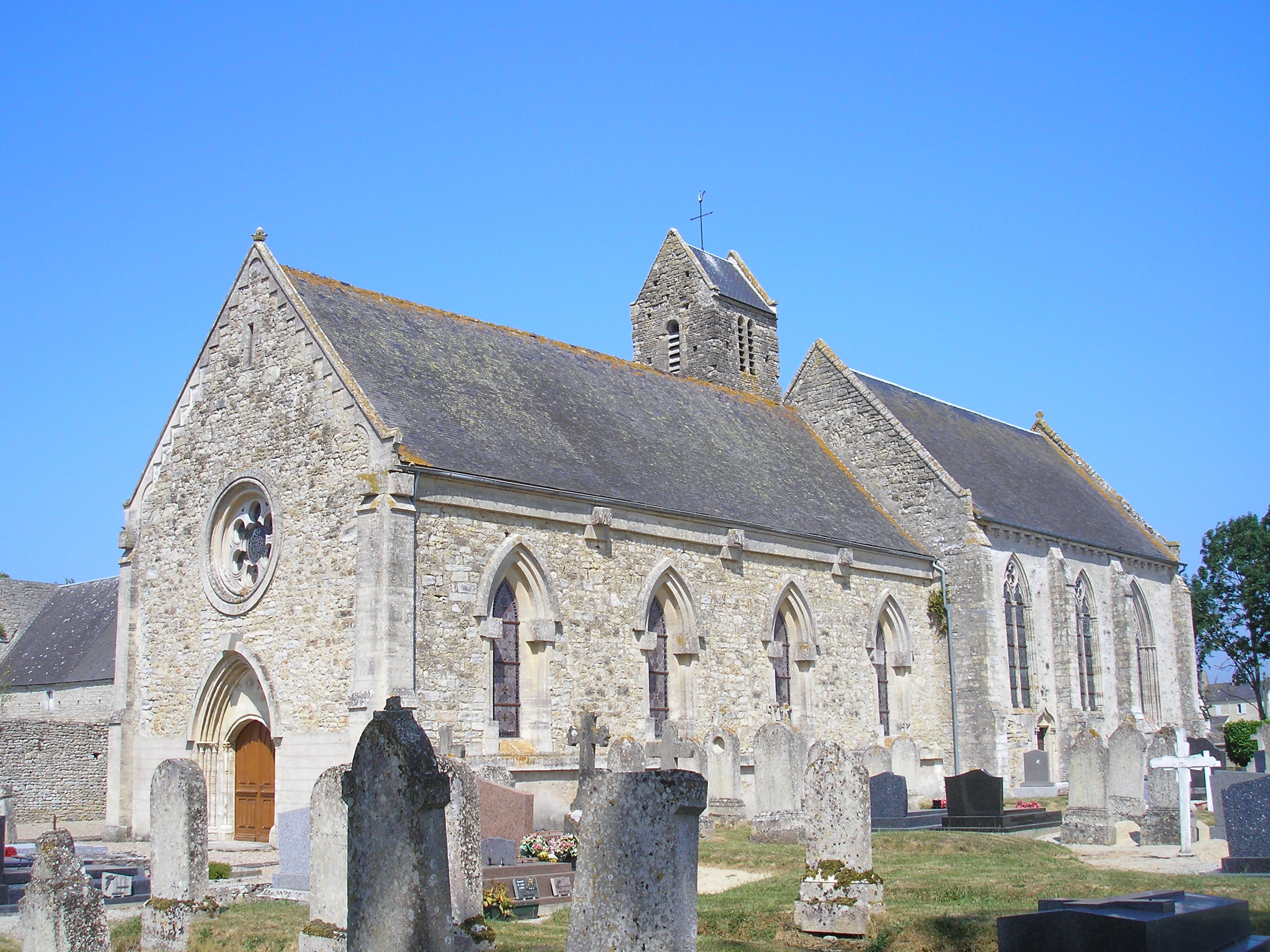
Kirche Notre-Dame

- Schloss Canchy (16./17. Jahrhundert, Monument historique, seit 1650 im Besitz der Familie Moustier de Canchy)
- Kirche Notre-Dame